# 杭州铁路枢纽
杭州铁路枢纽是国家规划的综合铁路枢纽之一。

## 主要车站

### 既有车站
- 杭州站：一等站
- 杭州东站：特等站
- 杭州南站
- 杭州西站

### 在建和扩建车站
- 江东站
- 萧山机场站

## 铁路线

### 既有普速铁路
- 沪昆铁路
- 宣杭铁路
- 萧甬铁路

### 高速铁路
- 沪昆高速铁路
- 宁杭客运专线
- 杭甬客运专线
- 杭黄客运专线
- 商杭客运专线

### 规划铁路
- 沪乍杭高铁
- 沪杭城际铁路
- 杭温高速铁路
- 杭绍台城际铁路
- 杭临绩高速铁路